# Shanghai Longhua Airport

i7
i11
i13
Der Shanghai Longhua Airport (ICAO-Code: ZSSL), auch als Shanghai Lunghwa Airport bezeichnet, war ein ehemaliger ziviler Flughafen und PLAAF Flugplatz südlich der Innenstadt von Shanghai, Volksrepublik China, am Ufer des Huangpu-Flusses.
Bereits in den 1920er Jahren existierte in Longhua ein provisorisches Flugfeld. In China herrschte nach dem Zusammenbruch der zentralen Beiyang-Regierung und dem Ende des Ersten Weltkrieges Bürgerkrieg und verschiedene Warlords bemühten sich um den Aufbau einer Luftwaffe, um ihre Machtposition zu festigen. Da der Import ausländischer Flugzeuge sich als schwierig herausstellte, beauftragte General Lu, der lokale Machthaber in Shanghai, die deutsche Firma Buchheister & Co., die in Longhua ansässig war, mit dem Bau erster Flugzeuge aus chinesischer Herstellung unter Zuhilfenahme aus Europa importierter Einzelteile. Unter der Leitung des deutschen Technikers Leopold Schoettler entstand so 1923/24 in Longhua eine erste kleine Serie von Flugzeugen – nach dem Leiter der Produktion als Schoettler I bezeichnet.
Für den Passagierverkehr wurde der Flughafen in den 1930er Jahren in Betrieb genommen und er erhielt dazu ein halbkreisförmiges Terminal im Art déco-Stil.
Während des Zweiten Weltkriegs nutzten Japanische Marineluftstreitkräfte den Flughafen als Basis. Im Februar 1944 wurde dort eine Einheit zur Luftverteidigung mit über 30 Kampfflugzeugen, darunter auch das bekannte japanische Jagdflugzeug Zero, stationiert.
Der Flughafen diente dann bis in die 1950er Jahre, als der Shanghai Hongqiao International Airport eröffnet wurde, als Hauptflughafen der Stadt und blieb noch bis 1966 gewerblich in Gebrauch. Danach diente der Flugplatz noch als Notlandeplatz für Polizei-, Feuer- und Rettungseinsätze und eine Flugschule nutzte die alten Hangars des Flughafens.
Eine einzige Landebahn (18/36) ist inzwischen überbaut und das alte Terminalgebäude ist jetzt von Wohnungen umgeben und beherbergt eine Ausstellung historischer Flugzeuge.

## Zwischenfälle
Am 25. Dezember 1946 verunglückte eine Curtiss C-46 Commando der China National Aviation Corporation (CNAC) (Luftfahrzeugkennzeichen B-115) im Anflug auf den Flughafen Shanghai Longhua bei dichtem Nebel. Dabei kamen von den 36 Insassen 31 ums Leben (ein Besatzungsmitglied und drei Passagiere). An diesem Tag verunglückten insgesamt drei Flugzeuge im Bereich Shanghai bei sehr schlechter Sicht.